# Kaja Kallas

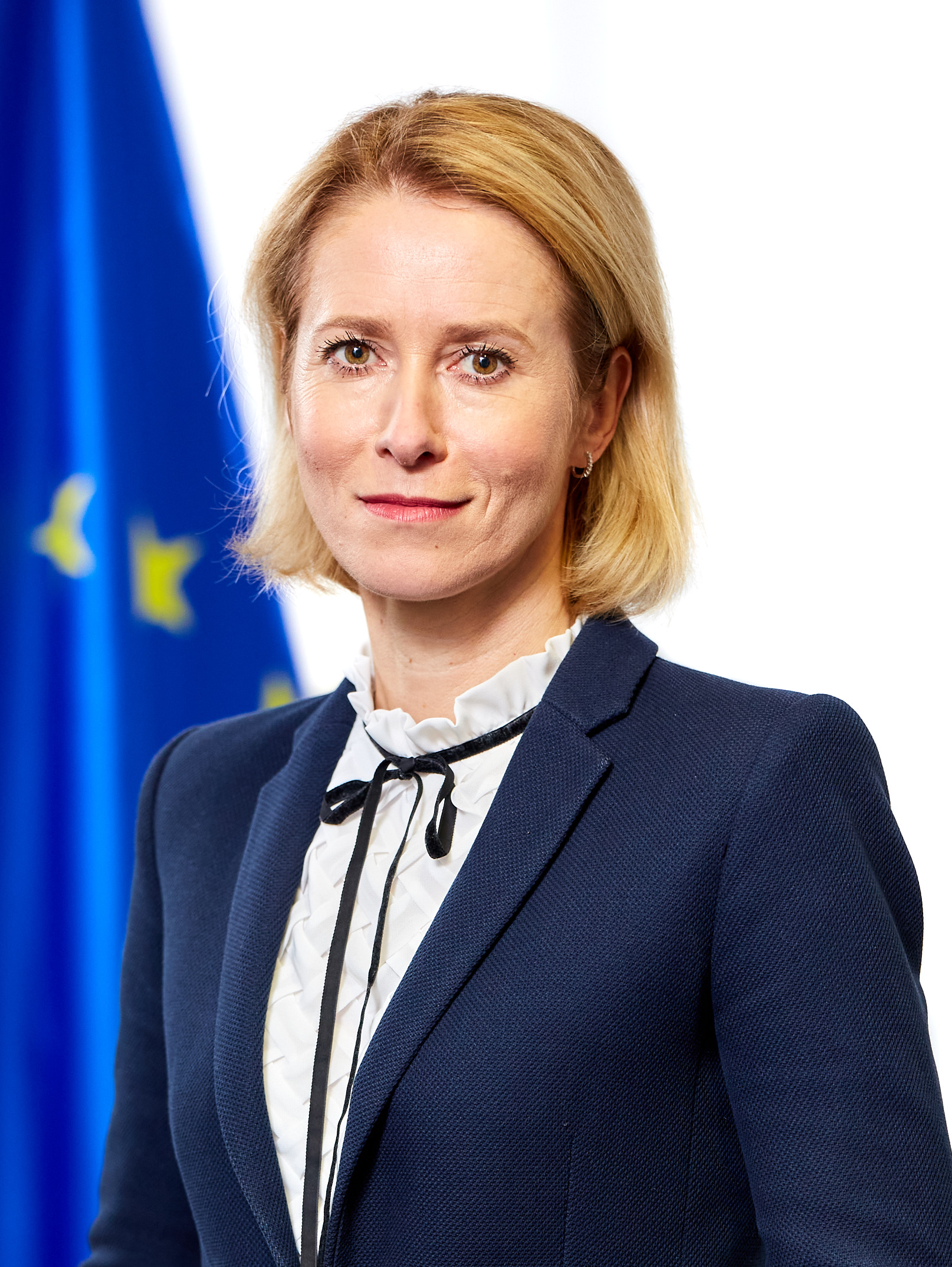
Kaja Kallas (2024)

Kaja Kallas (* 18. Juni 1977 in Tallinn) ist eine estnische Politikerin. Von 2021 bis 2024 war sie Premierministerin von Estland. Sie gehört der liberalen Estnischen Reformpartei (Eesti Reformierakond) an, deren Vorsitzende sie von 2018 bis 2024 war. Von 2014 bis 2018 war sie Mitglied des Europäischen Parlaments in der ALDE-Fraktion. Sie ist seit Dezember 2024 EU-Außenbeauftragte und Vizepräsidentin in der Kommission von der Leyen II.

## Leben
Kaja Kallas ist die Tochter des ehemaligen estnischen Ministerpräsidenten und EU-Kommissars Siim Kallas. Sie legte 1995 ihr Abitur in der estnischen Hauptstadt Tallinn ab. Von 1995 bis 1999 studierte sie Rechtswissenschaft an der Universität Tartu. 1999 wurde sie in die estnische Rechtsanwaltskammer aufgenommen. Daneben ist sie seit 2003 Mitglied in den Vorständen und Aufsichtsräten zahlreicher estnischer Unternehmen, die sich mit erneuerbaren Energien beschäftigen.

### Politik
Im Jahr 2010 trat Kallas in die liberale Estnische Reformpartei ein, die wie die meisten estnische Parteien auf EU- und NATO-Kurs ist und deren Gründungsvorsitzender ihr Vater Siim Kallas von 1994 bis 2004 war. Bei den estnischen Parlamentswahlen im März 2011 konnte sie auf Anhieb ein Abgeordnetenmandat im estnischen Parlament (Riigikogu) erringen. Bei der Wahl zum Europäischen Parlament 2014 wurde Kallas als eine von sechs estnischen Abgeordneten nach Straßburg gewählt.
2018 wurde sie zur Parteivorsitzenden der Estnischen Reformpartei gewählt. In diesem Zusammenhang schied sie Anfang September 2018 aus dem Europäischen Parlament aus, für sie rückte Igor Gräzin nach. Im März 2019 wurde sie mit ihrer Partei bei den Parlamentswahlen Wahlsiegerin, scheiterte aber bei der Regierungsbildung und war seither Fraktionsvorsitzende der Reformpartei im Riigikogu. Nachdem der bisherige Ministerpräsident Jüri Ratas am 13. Januar 2021 seinen Rücktritt eingereicht hatte, beauftragte Staatspräsidentin Kersti Kaljulaid Kallas damit, die neue Regierung zu bilden. Nachdem unmittelbar nach den Wahlen eine derartige Koalition nicht zu Stande gekommen war, einigte sich Kallas am 25. Januar 2021 mit der Zentrumspartei auf eine gemeinsame Regierungsbildung. Am 26. Januar 2021 übernahm sie das Amt der Ministerpräsidentin. Sie ist die erste Regierungschefin Estlands. Ihrem ersten Kabinett gehörten jeweils sieben Minister der Reform- und der Zentrumspartei an.

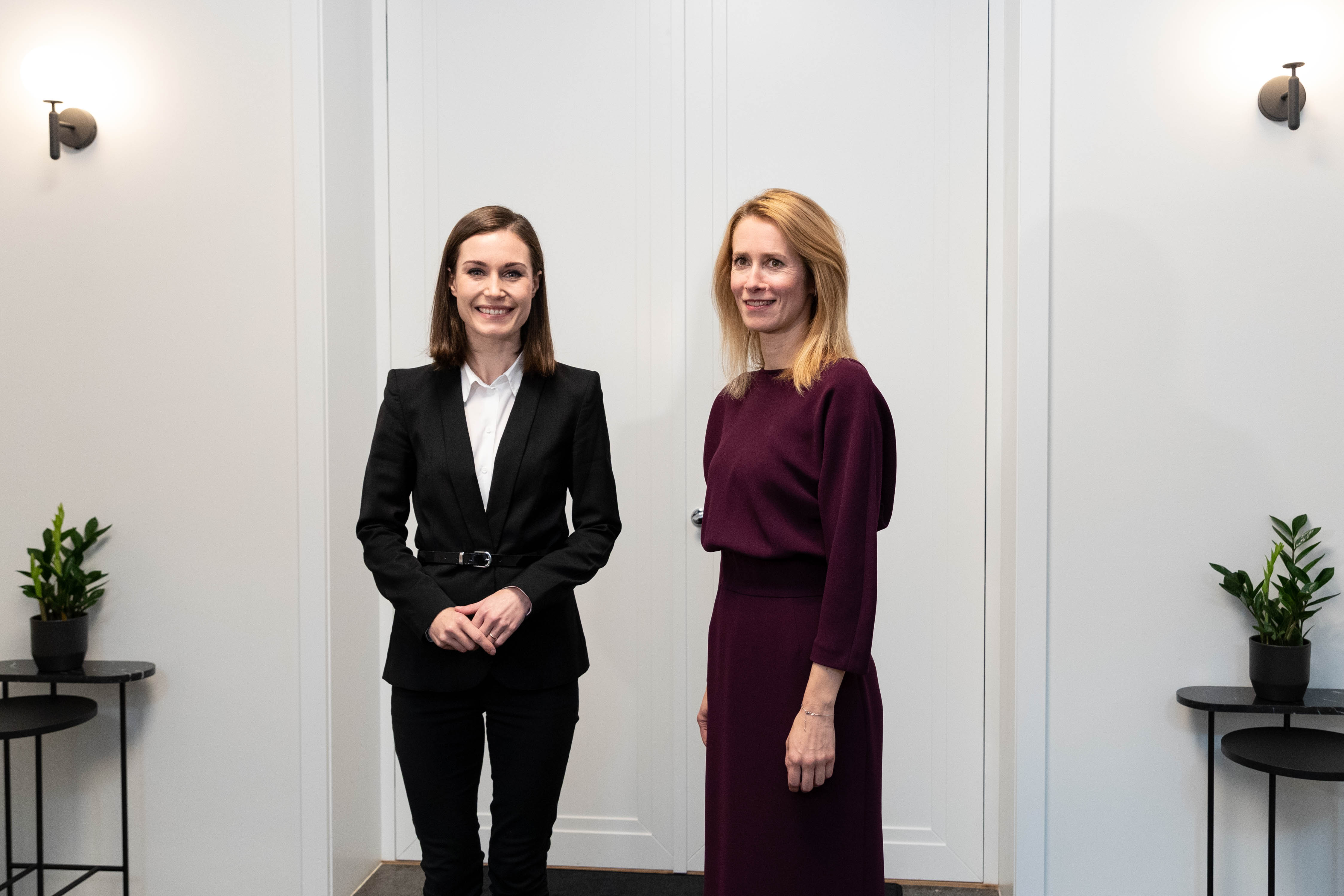
Treffen der Premierministerinnen von Finnland und Estland am 4. Oktober 2021 in Helsinki – Kaja Kallas (rechts) und Sanna Marin (links)

Am 14. Juli 2022 reichte Kallas ihren Rücktritt bei Staatspräsident Alar Karis ein. Dem vorausgegangen waren Streitigkeiten in der von ihr geführten Koalition über die Ausweitung des Gebrauchs der Estnischen Sprache in Kindergärten und in Schulen sowie über die Anhebung des Kindergeldes. Die sieben Minister der Zentrumspartei waren daraufhin von ihr bereits am 3. Juni entlassen worden. Laut der estnischen Verfassung ist mit dem Rücktritt des Ministerpräsidenten die gesamte Regierung nur noch geschäftsführend im Amt. Kallas wurde nach ihrem Rücktritt mit der Bildung einer neuen Regierung beauftragt. Zuvor hatte sich ihre Partei bereits mit der konservativen Isamaa und den Sozialdemokraten (SDE) auf eine zukünftige Zusammenarbeit verständigt. Am 18. Juli wurde ihr zweites Kabinett vereidigt.
Nach der Parlamentswahl 2023, aus der ihre Reformpartei als Sieger hervorging, gelang ihr die Bildung einer Koalition mit der SDE und Eesti 200. Ihr drittes Kabinett wurde daraufhin am 17. April 2023 vereidigt. Die Mehrheit von zunächst 60 Stimmen konnte in der Folgezeit, durch den Übertritt einiger Abgeordneter der Zentrumspartei, auf 65 Stimmen ausgebaut werden.

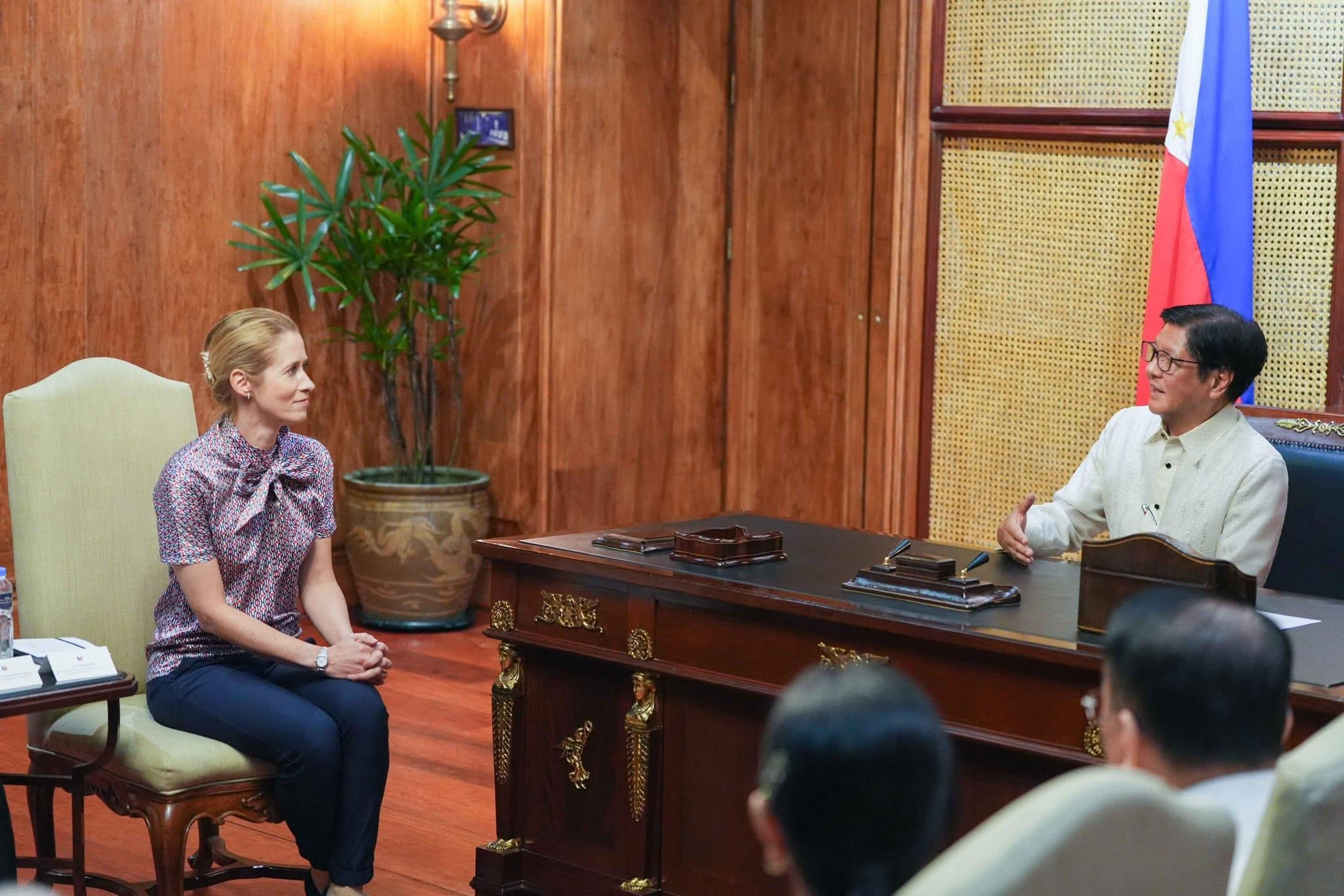
Kallas traf den philippinischen Präsidenten Ferdinand Marcos Jr. im Jahr 2025 in Manila.

Am 28. Juni 2024 wurde Kallas vom Europäischen Rat als Hohe Vertreterin der Europäischen Union für Außen- und Sicherheitspolitik nominiert. Im Zuge dessen wurde sie am 23. Juli 2024 als estnische Premierministerin von Kristen Michal abgelöst. Über die Ernennung stimmte das Europäische Parlament ab. Sie trat ihr Amt am 1. Dezember 2024 an.

### Persönliches
Kaja Kallas ist seit 2018 mit dem estnischen Investment-Banker Arvo Hallik verheiratet. Sie hat zwei Söhne und eine Tochter. Ein 2011 geborener Sohn stammt aus ihrer früheren Beziehung mit dem estnischen Politiker und Geschäftsmann Taavi Veskimägi.

## Haltung zum russischen Überfall auf die Ukraine
Angesichts des russischen Überfalls auf die Ukraine äußerte sich Kallas im März 2022 ablehnend hinsichtlich eventueller Zugeständnisse an Russland in Bezug auf die Annexion der Krim 2014. Verhandlungen sollten ihrer Ansicht nach erst beginnen, wenn die Krim an die Ukraine zurückgegeben und der Konflikt beendet sei. Sie sprach sich für höhere Verteidigungsausgaben in Europa („In einer Welt voller Gewalt wäre Pazifismus Selbstmord“) und eine umfassende Unterstützung der ukrainischen Regierung aus, auch sofern diese aus dem Exil operieren sollte.
Nach sechs Kriegsmonaten stufte Kallas Russlands Vorgehen mit Blick auf die Lage um das russisch besetzte Kernkraftwerk Saporischschja als terroristisch ein und forderte Untersuchungen durch den Internationalen Strafgerichtshof wegen möglicher Kriegsverbrechen. Zugleich äußerte sie die Ansicht, dass nicht nur die politische Führung, sondern auch die Bevölkerung Russlands eine Mitverantwortung für den Krieg trage („Man kann einfach nicht behaupten, dass dies nur Putins Krieg ist.“).
In einem Interview mit der Wochenzeitung Die Zeit, das am 5. Oktober 2023 veröffentlicht wurde, warnte Kallas die westlichen Staaten eindringlich vor einer nachlassenden Unterstützung der Ukraine und forderte die NATO-Länder auf, alles an Militärmaterial an die Ukraine zu geben, was sie geben könnten. Frieden sei nicht das oberste Ziel. Das oberste Ziel sei, dass sich das, was Russland mit der Ukraine gemacht habe, nicht wiederhole.
Am 13. Februar 2024 erließ Russland einen Haftbefehl gegen Kaja Kallas wegen „feindseliger Handlungen gegen Russland“ und einer „Schändung des historischen Gedächtnisses“ und schrieb sie damit zur Fahndung aus. Hintergrund war der in Estland vorangetriebene Abriss sowjetischer Kriegsdenkmäler.

## Auszeichnungen
- 2025: Ewald-von-Kleist-Preis[17]
- 2025: Henry A. Kissinger Award[18]